# Агапов, Николай Андреевич
Никола́й Андре́евич Ага́пов (1911—1985) — красноармеец-минёр восстановительного железнодорожного батальона, ефрейтор, Герой Социалистического Труда.

## Биография
Родился 26 ноября 1911 года в селе Кашкарово. Русский.
До призыва в армию работал в колхозе. С первых дней Великой Отечественной войны отправился на фронт, где прославился как умелый и искусный путеец, плотник-мостовик, минер. Не раз отличался при выполнении боевых заданий. В числе самых мужественных и дисциплинированных воинов Агапов овладевал саперным делом. Главным было расчистить путь, обезвредить мины, фугасы, снаряды… Не раз своими самоотверженными действиями Николай Агапов обеспечивал успешное выполнение поставленных задач.
В 1943 году под огнём противника разминировал и спас от разрушения мост, обеспечив безостановочное продвижение советских войск.
После войны А. Н. Агапов был демобилизован из Вооруженных Сил СССР.
Жил в родном селе — Кашкарово. Скончался 3 мая 1985 года.

## Награды
- Указом Президиума Верховного Совета СССР от 5 ноября 1943 года ефрейтору Агапову Николаю Андреевичу присвоено звание Героя Социалистического Труда с вручением ордена Ленина и медали «Серп и Молот».
- Награждён орденом Ленина (1943), медалями.